# Trikóryfo
Trikóryfo är en ort i Grekland.   Den ligger i prefekturen Thesprotia och regionen Epirus, i den västra delen av landet, 300 km nordväst om huvudstaden Aten. Trikóryfo ligger 255 meter över havet och antalet invånare är 273.
Terrängen runt Trikóryfo är varierad. Runt Trikóryfo är det glesbefolkat, med 16 invånare per kvadratkilometer. Närmaste större samhälle är Igoumenitsa, 10,3 km söder om Trikóryfo. 